# Berkay Özcan
Berkay Özcan (ur. 15 lutego 1998 w Karlsruhe) – turecki piłkarz grający na pozycji pomocnika w İstanbul Başakşehir.

## Kariera klubowa
W czasach juniorskich trenował w klubach FC Südstern Karlsruhe, Karlsruher SC i VfB Stuttgart. W 2016 roku dołączył do pierwszego zespołu Stuttgartu. W Bundeslidze zadebiutował 26 sierpnia 2017 w wygranym 1:0 meczu z 1. FSV Mainz 05. Do gry wszedł w 72. minucie spotkania, zmieniając Chadraca Akolo. 24 stycznia trafił do drugoligowego Hamburger SV. 2 września 2019 został wypożyczony do İstanbul Başakşehir z opcją wykupu na stałe po zakończeniu sezonu. Po zakończeniu sezonu Turcy skorzystali z opcji wykupu i pozyskali zawodnika na stałe.

## Kariera reprezentacyjna
Özcan, który urodził się w Niemczech, ale jego rodzice są Turkami na poziomie młodzieżowym reprezentował barwy zarówno Niemiec, jak i Turcji.
Na poziomie seniorskim zadebiutował w reprezentacji Turcji 1 czerwca 2018 roku w towarzyskim spotkaniu przeciwko Tunezji.